# Radio Universidad Nacional de San Juan
Radio Universidad Nacional de San Juan es una radioemisora FM argentina que depende de la Facultad de Ciencias Sociales de la Universidad Nacional de San Juan. Inició sus primeras transmisiones como señal de prueba en diciembre de 1991, aumentando el número de horas diarias hasta que el 15 de marzo de 1992 las amplió hasta las 18 horas diarias.